# Liste der Monuments historiques in Guillac (Morbihan)
Die Liste der Monuments historiques in Guillac (Morbihan) führt die Monuments historiques in der französischen Gemeinde Guillac auf.

## Liste der Bauwerke
| Bezeichnung               | Beschreibung | Standort                     | Kennzeichnung | Schutzstatus   | Datum | Bild |
| ------------------------- | ------------ | ---------------------------- | ------------- | -------------- | ----- | ---- |
| Abtei Saint-Jean-des-Prés |              | Saint-Jean des Prés (Lage)   | PA00091260    | Classé Inscrit | 1998  |      |
| Friedhofskreuz            |              | (Lage)                       | PA00091261    | Inscrit        | 1927  |      |
| Colonne des Trente        |              | Enclos de la Pyramide (Lage) | PA00091266    | Inscrit        | 1933  |      |
| Kreuz von Hambot          |              | Les Carrières (Lage)         | PA00091262    | Inscrit        | 1929  |      |
| Kreuz                     |              | La Brassée (Lage)            | PA00091265    | Inscrit        | 1929  |      |
| Kreuz                     |              | La Lande du temple (Lage)    | PA00091264    | Inscrit        | 1929  |      |
| Kreuz                     |              | La Ville-Meno (Lage)         | PA00091263    | Inscrit        | 1929  |      |
| Brunnen                   |              | Saint-Bertin (Lage)          | PA00091267    | Inscrit        | 1929  |      |

## Liste der Objekte
- Monuments historiques (Objekte) in Guillac (Morbihan) in der Base Palissy des französischen Kultusministeriums